# Sakora (Burkina Faso)
Pour les articles homonymes, voir Sakora.
Sakora est une commune rurale située dans le département de Tiéfora de la province de Comoé dans la région des Cascades au Burkina Faso.